# Before We Were So Rudely Interrupted
Before We Were So Rudely Interrupted ist das Comeback-Album der britischen Rockband The Animals, die sich ab dieser Veröffentlichung The Original Animals nannten. Before We Were So Rudely Interrupted erschien 1977 auf dem Label Jet Records und wird dem Genre Bluesrock zugerechnet. Dieses häufig unbeachtete Album wird inzwischen als eine Art „vergessener Klassiker“ der Band betrachtet. Das italienische E-Zine Viceversa führt das Album auf Platz 42 der wichtigsten Rockalben aller Zeiten.

## Entstehungsgeschichte und Stil

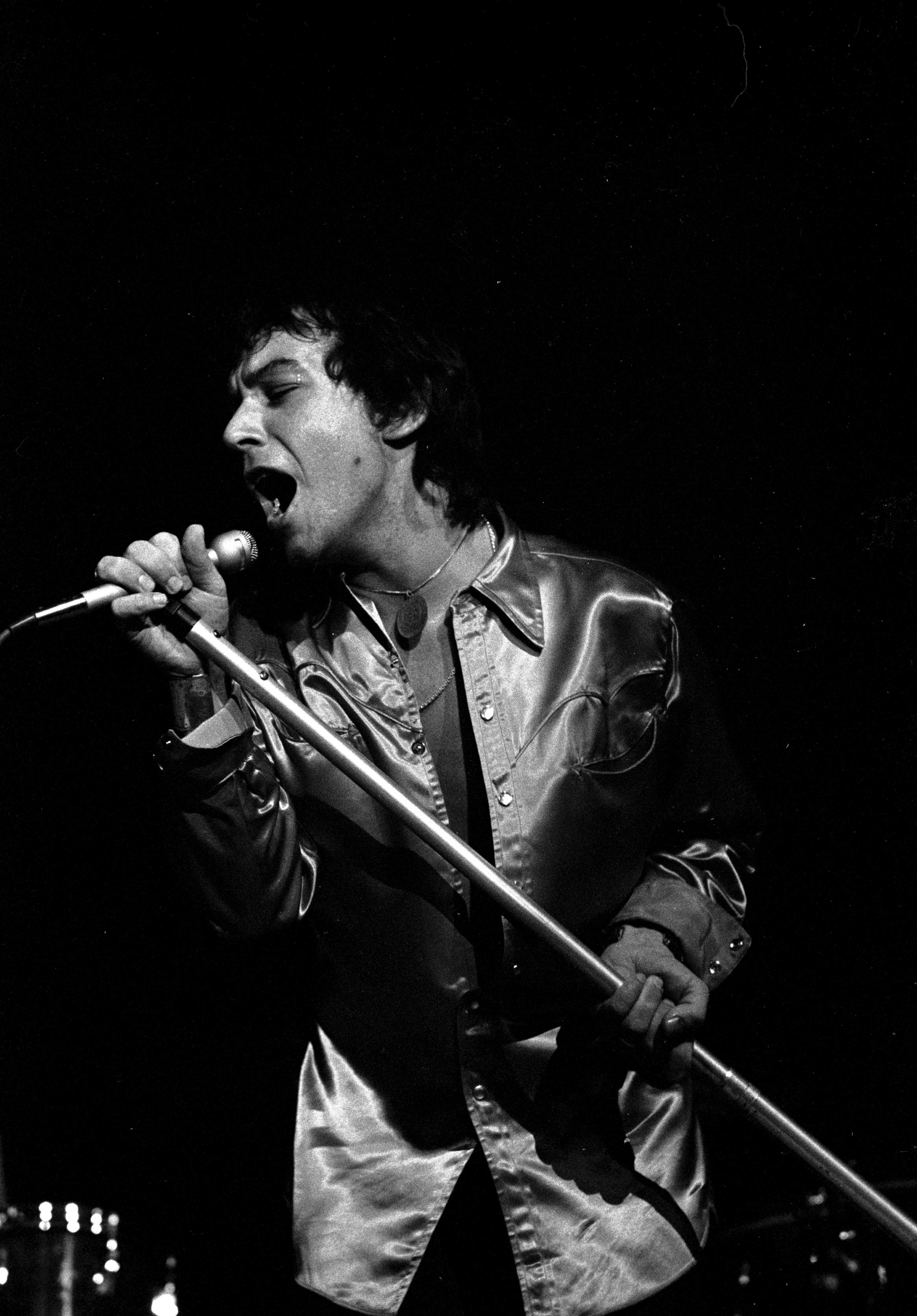
Eric Burdon, Juli 1973

Die in den 1960ern sehr erfolgreiche Band The Animals hatte sich 1969 endgültig aufgelöst und die Mitglieder gingen ihren Solokarrieren nach. Am erfolgreichsten war in dieser Beziehung neben dem Keyboarder Alan Price der Sänger Eric Burdon mit der Band War. Nach der Trennung der „Original-Animals“ benutzten verschiedene Coverbands den rechtlich nicht geschützten Namen The Animals, so dass Eric Burdon, Alan Price, Hilton Valentine, Chas Chandler und John Steel als die ehemaligen Gründungsmitglieder beschlossen, sich für ihre Wiedervereinigung in ihrer ursprünglichen Besetzung nach elf Jahren den Namen The Original Animals zu geben.
Der Albumtitel bezieht sich auf ein Zitat von William Connor, dem Kolumnisten des Daily Mirror, der seine Artikelserie nach dem Zweiten Weltkrieg wieder mit den Worten aufnahm: „As I was saying before I was so rudely interrupted, … [Wie ich sagte, bevor ich so grob unterbrochen wurde, … ]“.
Die Aufnahmen fanden im Dezember 1975 statt, doch urheberrechtliche Schwierigkeiten verzögerten die Veröffentlichung bis zum 1. August 1977. Erst 1983 sollte mit Ark ein weiteres Album der Original Animals erscheinen. Der Zeitpunkt für die Veröffentlichung eines Bluesrockalbums war denkbar schlecht gewählt. Punk und Disco dominierten das Musikgeschäft der späten 1970er und die Platte verkaufte sich nur bei den erklärten Fans der Band, auch wenn sie von der Mehrzahl der Musikkritiker wohlwollend aufgenommen wurde. Mangelndes Marketing der Plattenfirma United Artists und eine fehlende auf die Veröffentlichung folgende Tour taten ein Übriges. In den USA erreichte das Album Platz 70 der Charts, in den Niederlanden kam es auf Platz 24 – im heimatlichen Vereinigten Königreich erreichte es keine Chartsnotierung.

## Titelliste

### A-Seite
1. Brother Bill (The Last Clean Shirt) – 3:15 (Leiber/Stoller, Clyde Otis)
2. It’s All Over Now, Baby Blue – 4:39 (Bob Dylan)
3. Fire on the Sun – 2:23 (ohne Angaben zum Komponisten)
4. As the Crow Flies – 3:37 (R. Stanley)
5. Please Send Me Someone to Love – 4:44 (Percy Mayfield)

### B-Seite
1. Many Rivers to Cross – 4:06 (Jimmy Cliff)
2. Just a Little Bit – 2:04 (John Thornton, Ralph Bass, Earl Washington, Piney Brown)
3. Riverside County – 3:46 (Eric Burdon, Alan Price, Hilton Valentine, Chas Chandler, John Steel)
4. Lonely Avenue – 5:16 (Doc Pomus)
5. The Fool – 3:24 (Naomi Ford)